# Спинелли, Фернандо
Фернандо Спинелли (итал. Fernando Spinelli; 9 ноября 1728, Неаполь, Неаполитанское королевство — 18 декабря 1795, Рим, Папская область) — итальянский куриальный кардинал. Губернатор Рима и вице-камерленго Святой Римской Церкви с 5 июня 1778 по 14 февраля 1785. Кардинал-дьякон с 14 февраля 1785, с титулярной диаконией Санта-Мария-ин-Аквиро с 11 апреля 1785 по 3 августа 1789. Кардинал-дьякон с титулярной диаконией Сант-Анджело-ин-Пескерия с 3 августа 1789 по 29 ноября 1790. Кардинал-дьякон с титулярной диаконией Санта-Мария-ин-Космедин с 29 ноября 1790.